# Joaquín Roa
Joaquín María Fernández Roa, conocido artísticamente como Joaquín Roa (n. Pamplona; 15 de agosto de 1890 - † 24 de mayo de 1981), fue un actor y escritor español.

## Biografía
Nació en Pamplona, en la calle Eslava n.º 20. Siendo hijo de Eduardo Fernández Paulín y de Nicolasa Roa García.
Estudia en la Academia de Arte y en el Colegio de Huarte Hermanos, de la calle Mayor de Pamplona, además de cursar estudios de piano. Además fue miembro del Orfeón Pamplonés, con el que realizó su primera actuación, escenificando el monólogo Canto inmoral de Jacinto Benavente. También actuó en comedias en la Cámara de Comptos de Pamplona, y en 1908, dada su clara vocación teatral, abandona los estudios y Pamplona para iniciar su vida profesional en la compañía ambulante, de Leonor Barberán e Hipólito Rodríguez, con la que recorrió diversos lugares del norte de España.
Debuta sobre los escenarios al final de los años 10 del siglo XX y, especializado en el género cómico, desfila por las compañías de Rosario Pino y Ernesto Vilches y por la del Teatro de la Comedia de Madrid.
Si bien había debutado ante las cámaras en 1934 de la mano de Florián Rey, con El novio de mamá, será a partir de 1943 cuando definitivamente cambie el teatro por el cine, emprendiendo una carrera como actor de reparto que termina situándolo como uno de los más destacados.
Ha trabajado en algunos de los títulos más importantes de la historia del cine en España y bajo las órdenes, entre otros, de José Luis Sáenz de Heredia, Rafael Gil, Edgar Neville, Juan de Orduña, Luis García Berlanga, Fernando Fernán Gómez, Luis Buñuel, Juan Antonio Bardem, Luis Lucia o Ana Mariscal.
Como escritor fue colaborador asiduo de la revista Pregón, desde 1957, llegando a publicar más de 70 artículos en sus páginas hasta 1979 sobre temáticas variadas.

## Filmografía (selección)
- Eloísa está debajo de un almendro (1943).
- Forja de almas (1943).
- El clavo (1944).
- Tuvo la culpa Adán (1944).
- El fantasma y Doña Juanita (1944).
- La vida en un hilo (1945).
- Tierra sedienta (1945).
- Domingo de carnaval (1945).
- La fe (1947).
- Aventuras de Juan Lucas (1949).
- Séptima página (1951).
- Bienvenido, Mister Marshall (1952).
- Puebla de las mujeres (1952).
- Vuelo 971 (1953).
- Todo es posible en Granada (1954).
- Marcelino, pan y vino (1954).
- Recluta con niño (1955).
- Los ladrones somos gente honrada (1956).
- La vida en un bloc (1956).
- La vida alrededor (1959).
- La quiniela (1960).
- Un rayo de luz (1960).
- Ella y los veteranos (1961).
- Fantasmas en la casa (1961).
- Viridiana (1961).
- La venganza de Don Mendo (1961).
- El extraño viaje (1962).
- El camino (1963).
- Un diablo bajo la almohada (1968).
- Yo la vi primero (1974).
- Los pecados de una chica casi decente (1975).
- El puente (1976).
- Tiempos duros para Drácula (1977).

## Teatro (selección)
- Los caciques (1920), de Carlos Arniches.
- Una noche de primavera sin sueño (1942), de Enrique Jardiel Poncela.
- El pañuelo de la dama errante (1945), de Enrique Jardiel Poncela.
- El caso del señor vestido de violeta (1954), de Miguel Mihura.
- Esta noche tampoco (1961), de José López Rubio.
- El baño de las ninfas (1966), de Joaquín Calvo Sotelo.
- Primavera en la Plaza de París (1968), de Víctor Ruiz Iriarte.
- Historia de un adulterio (1969), de Víctor Ruiz Iriarte.

## Televisión
- El último café (1970-1972)
- El pícaro (1974). Capítulo 9. "Lucas encuentra a dos viejas amigas que hacen una trapisonda y huyen de Pedraza".

## Premios
- Premio Nacional de Teatro de 1970, en la categoría de actor de reparto.

- Medalla de Oro del Círculo de Bellas Artes de 1970.

- Medalla de Oro de la Asociación de Escritores y Artistas Españoles.